# Бенуе (національний парк)
Національний парк Бенуе є національним парком Камеруну та біосферним заповідником ЮНЕСКО. Це 1 800 км2 диких просторів. Парк розташований на березі річки Бенуе, яка простягається на понад 100 км, утворюючи східний кордон парку. Громадська дорога до Чолліре перетинає північну частину парку. Західний кордон складається з головної дороги, що з'єднує міста Гаруа на півночі та Нгаундере на півдні.

## Історія
У 1932 році Бенуе був створений як фауністичний заповідник. У 1968 році він був перетворений на національний парк, а в 1981 році його оголосили вже біосферним заповідником .

## Географія
Парк розташований на північному сході Камеруну в департаменті Бенуе. Він розташований у поясі саван Бенуе, вологій лісовій зоні савани. Головна річка — річка Бенуе, яка простягається на понад 100 км. Парк розташований досить високо. Парк оточують вісім мисливських угідь із загальною територією понад 5 200 км2.

## Флора і фауна

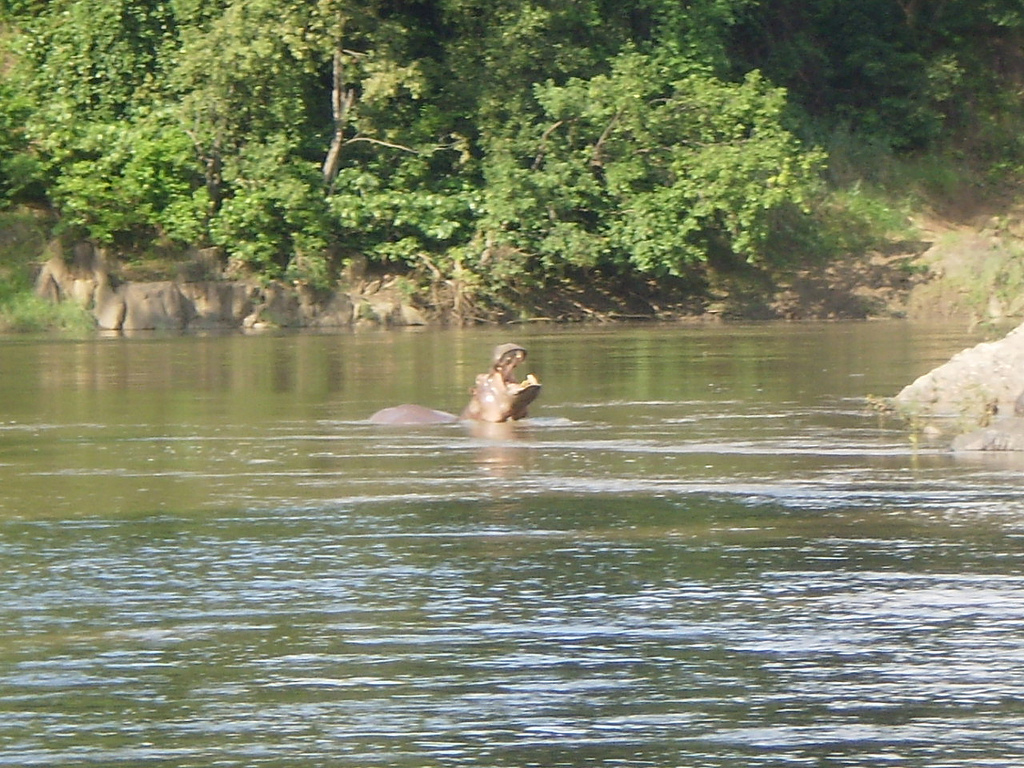
Бегемот всередині парку

Середовище існування в Національному парку Бенуе характеризується лісистими луками. Він включає декілька типів лісів.
У парку зустрічаються африканський слон, плямиста гієна, коб звичайний, бородавочник. Переважаючими великими копитними в парку є такі антилопи, як коб, гну, гігантська канна, а також африканський буйвол. Єдине місце в Африці, де є реальна можливість побачити гігантського канна, найбільшу антилопу Африки, знаходиться в національному парку Бенуе. Африканський дикий собака присутній в національному парку, хоча тут менш поширений, ніж у національному парку Фару. Національний парк Бенуе відомий своїми колоніями бегемотів.
З 2005 року заповідна територія вважається заповідником левів. У 2011 році популяція левів оцінювалася в 200 дорослих особин.
Національний парк Бенуе є важливою територією для птахів (№CM007), за останніми дослідженнями в парку виявлено 306 видів пернатих. У сухий сезон піщані коси оголюються і стають місцем гніздівлі для ржанок та інших водоплавних птахів. Звичайні для Бенуе види включають горлицю Адамаву, єгипетського бігунця, червоногорлу бджолоїдку, червонокрилу сіру очеретянку, кам'яну куріпку та фіолетовий турако.

## Населення

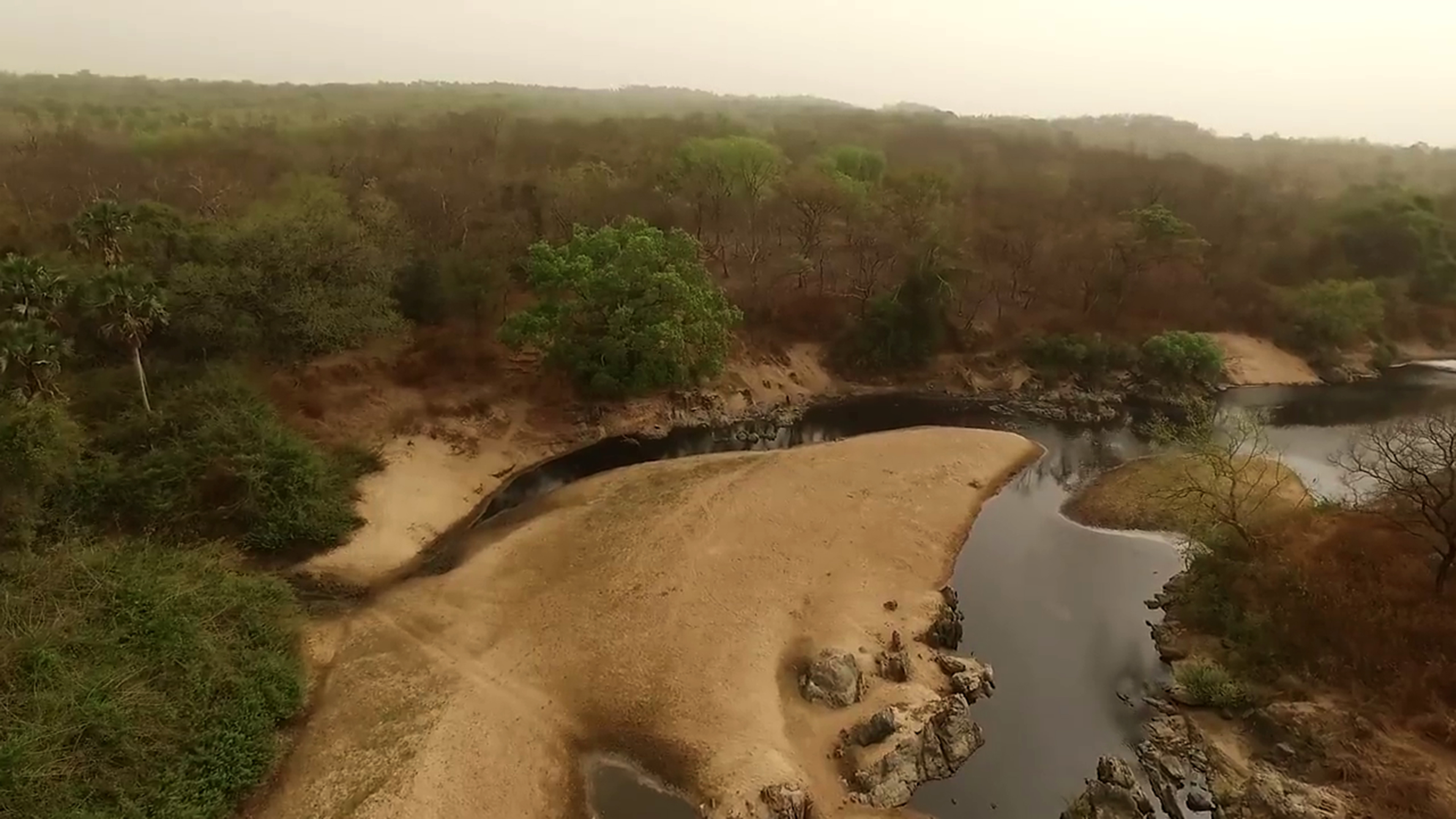
Вид на річку Бенуе

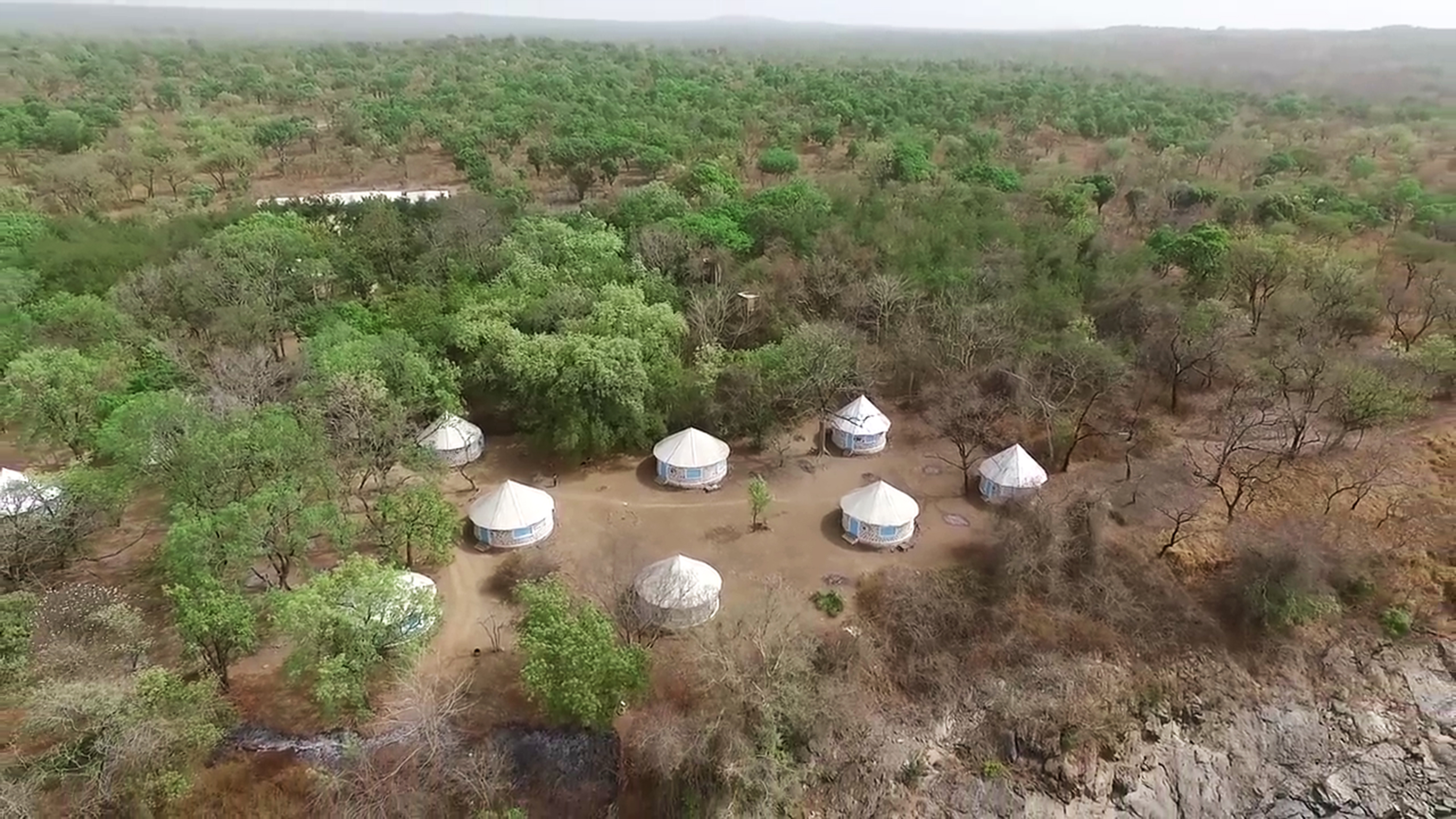
Хатинки Бенуе

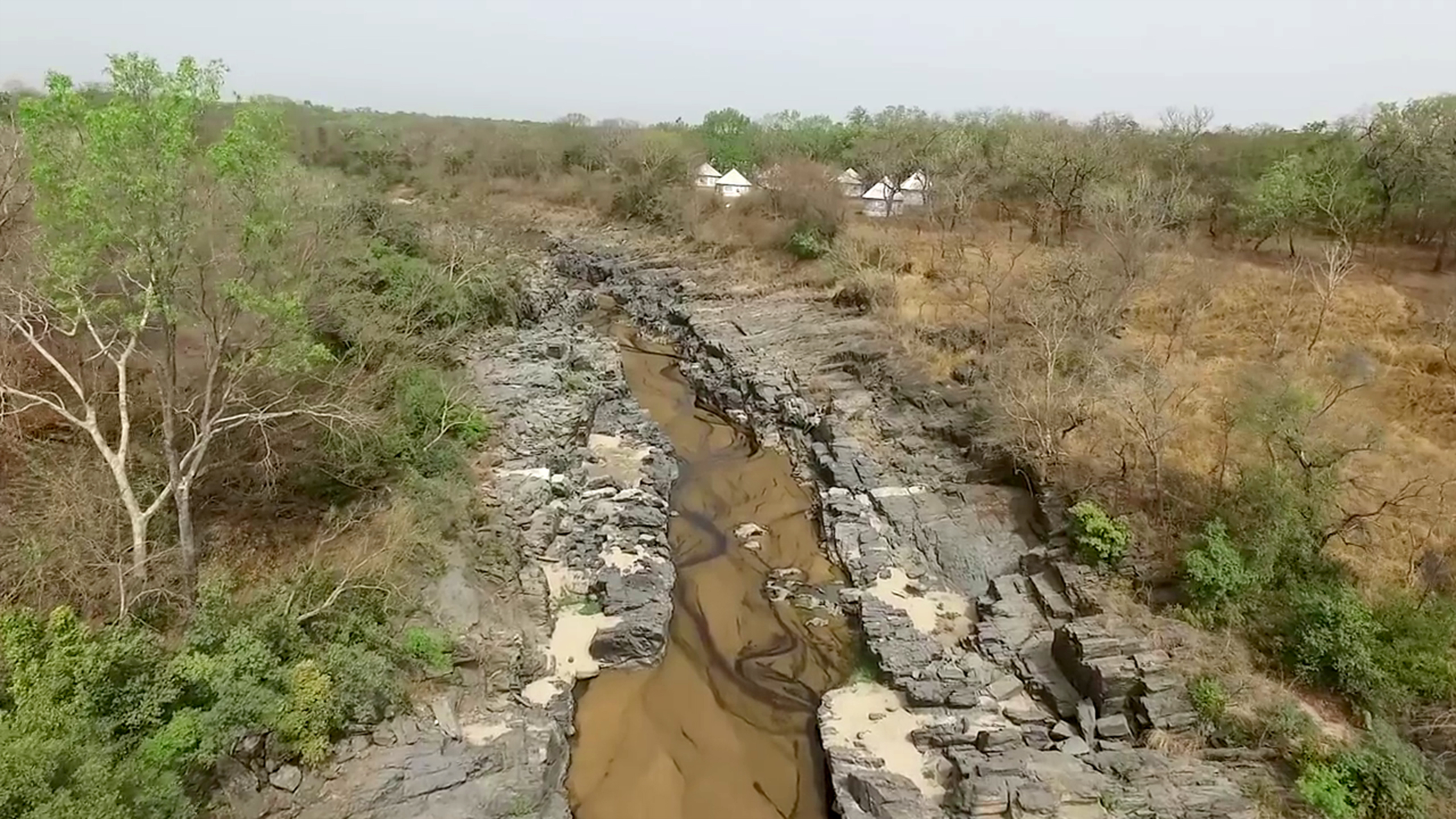
Будинки в національному парку Бенуе

Більшість людського населення парку є кочовими. Принаймні один випадок клептопаразитизму, коли селяни вкрали м'ясо у лева, був задокументований у національному парку Бенуе.